# Wyandotte (kip)

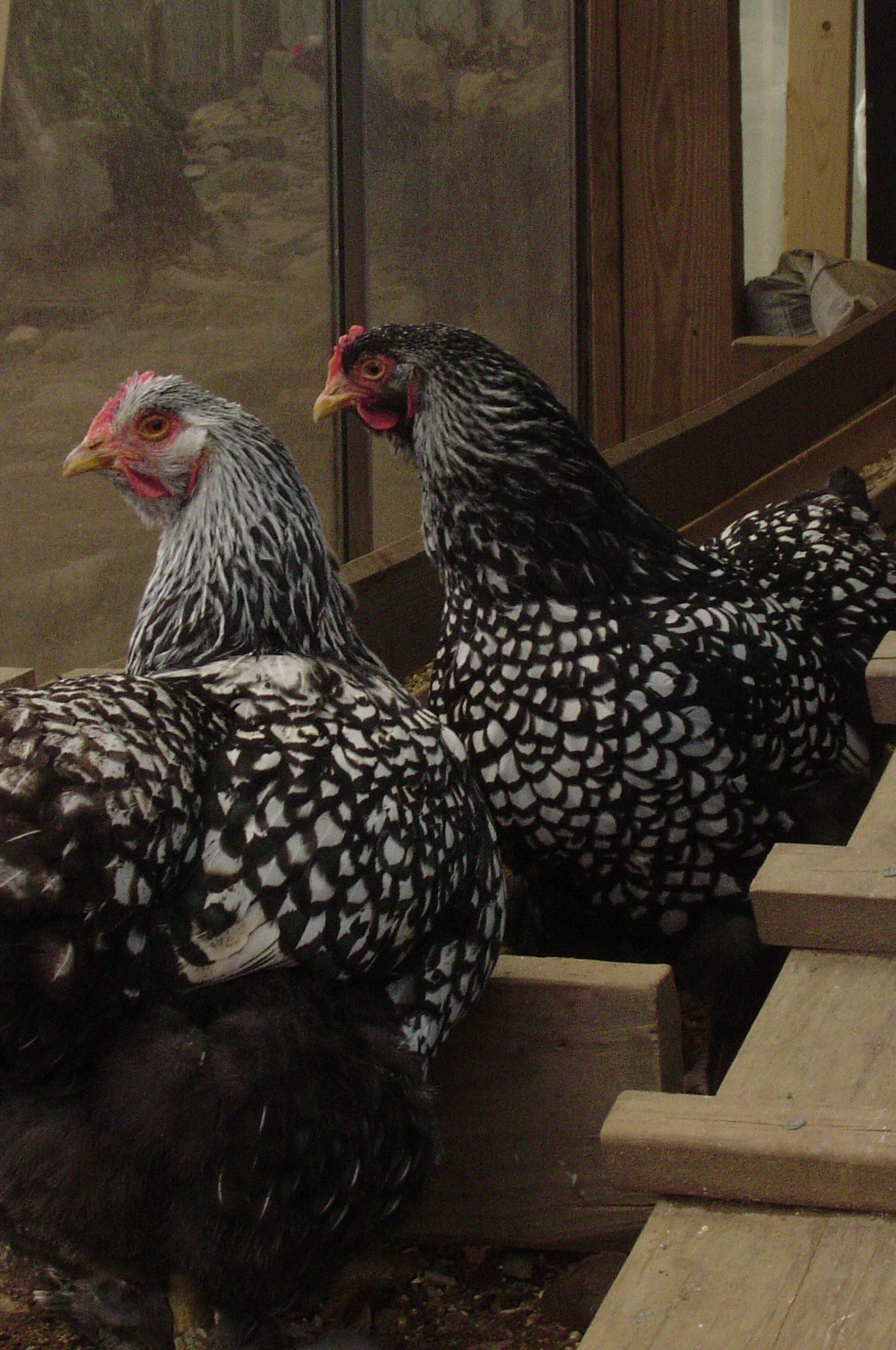
Een zilverkleurige wyandotte

De wyandotte is een in de Verenigde Staten gefokt kippenras.
De eerste kippen werden rond 1870 gefokt. De wyandotte wordt als dubbeldoelras ingedeeld bij de vleesrassen, legrassen en sierrassen. De kip legt bruine eieren, maar zilveren wyandotte's leggen soms lichte eieren. De wyandotte is vanwege de verscheidenheid aan kleuren populair.

## Eigenschappen
De wyandotte is een vriendelijke, rustige kip die gemakkelijk te houden is. Het ras is geschikt voor beginnende kippenhouders. De kip komt in heel veel kleurslagen voor, zoals wit, zwart, buff, buff zwartcolumbia, buff blauwcolumbia, wit zwartcolumbia, zilver zwartgezoomd, meervoudig gezoomd, enzovoort.